# Львівський повіт (Австро-Угорщина)
Львівський повіт — адміністративна одиниця коронного краю Королівство Галичини та Володимирії у складі Австро-Угорщини (до 1867 року назва держави — Австрійська імперія).

## Історія
Повіт існував з 1854 року, коли була проведена адміністративна реформа, згідно з якою у складі Королівства Галичини та Володимирії були утворені повіти. 1867 року були скасовані округи, а повіти реорганізовані: частина зникла, а частина збільшилася за рахунок інших. Львівський повіт залишився і після реформи — до нього приєднані Винниківський та Щирецький повіти.

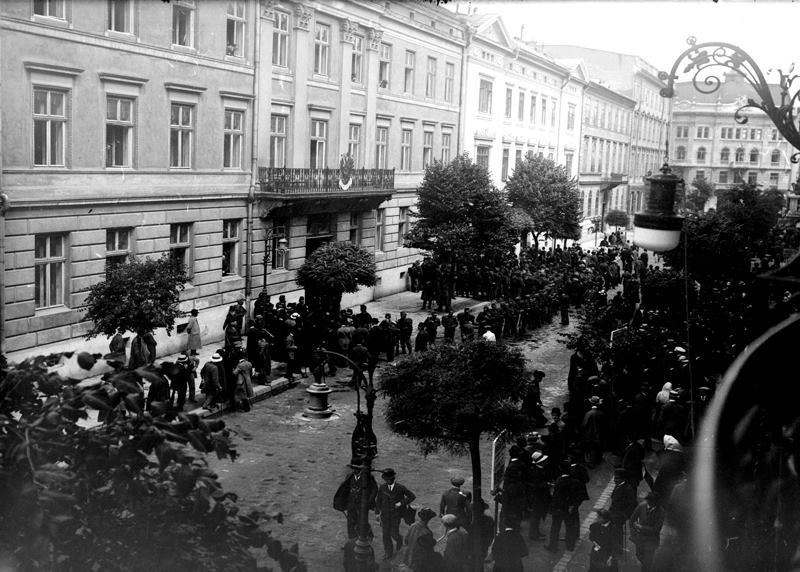
Збори навпроти Львівського староства, Львів, вул. Січових Стрільців 8 (1919 рік)

Адміністративним органом, що управляв повітом було Львівське староство, яке з 1902 року знаходилося у Львові на вул. 3 травня (сучасна вул. Січових Стрільців) в будинку № 8.
У 1883 році села Черкаси і Горбачі передані з Рудківського повіту до Львівського. 1884 року повіт складався зі 130 самоврядних громад (гмін) і 105 фільварків, поділявся на 122 кадастральні гміни.
Статус міст у Львівському повіті мали Новий Яричів і Щирець, містечок — Кукезів і Наварія.
Львівський політичний повіт складався з трьох судових повітів: Львівського, Винниківського та Щирецького.
Старостою повіту та радником намісника щонайменше до 1916 року був Антоній Шидловський.
Львівський повіт як адміністративна одиниця зберігався в наступних державних утвореннях — ЗУНР, Польщі і СРСР до його ліквідації 17 січня 1940 року.

## Мова
На 1880 рік в товариських стосунках користувались переважно українською мовою — 47728 осіб, польською — 42116, німецькою — 8388, іншими — 56.
Після надання краю автономії у 1867 році влада була передана полякам, які повели політику спольщення і до Першої світової війни змінили національний склад населення повіту:
- На 1890 рік в товариських стосунках користувались переважно українською мовою — 50,35%, польською — 43,68%, німецькою — 5,93%.

- На 1900 рік в товариських стосунках користувались переважно українською мовою — 47,64%, польською — 46,39%, німецькою — 5,94%.

- На 1910 рік в товариських стосунках користувались переважно українською мовою — 36,61%, польською — 61,56%, німецькою — 1,8%[6].

## Конфесії
На 1880 рік було: 49076 греко-католиків, 38425 римо-католиків, 3 армініан, 8 православних, 3638 лютеран, 214 кальвіністів, 11 англікан, 110 менонітів, 7 унітаріан і 7969 юдеїв.

## Див. теж
- Львівський повіт
- Винниківський повіт
- Винниківський судовий повіт (Австро-Угорщина)
- Львівський округ